# Famille ancienne d'Annaba
 (novembre 2017).
Si vous disposez d'ouvrages ou d'articles de référence ou si vous connaissez des sites web de qualité traitant du thème abordé ici, merci de compléter l'article en donnant les références utiles à sa vérifiabilité et en les liant à la section « Notes et références ».
Les familles anciennes d'Annaba communément appelées « beldïa » désignent les familles présentes dans la ville d'Annaba depuis sa fondation jusqu'à le XXe siècle à la suite de l'important mouvement rural précipité par la révolution algérienne. Ces familles citadines se distinguent par leur culture particulière et leur histoire des autres villes d'Algérie et des nouvelles familles implantées récemment dans la ville. 

## Organisation des familles
Les familles anciennes d'Annaba sont organisées en deux grandes catégories :
- les hadara désignant les fondateurs de la ville composé de 18 familles d'Al-Andalus accompagnés par le prince andalous originaire de Grenade Zâoui Assanhâjy en 971 avant son départ définitif en Tunisie en 1011[1].
- les beldïa sont les familles apparues après la fondation d'Annaba d'origine en majorité arabe, juive, ottomane et subsaharienne.

## Pour approfondir